# Hogna osceola
Hogna osceola este o specie de păianjeni din genul Hogna, familia Lycosidae. A fost descrisă pentru prima dată de Willis J. Gertsch și Wallace, 1937. Conform Catalogue of Life specia Hogna osceola nu are subspecii cunoscute.